# Carmélites du Divin Cœur de Jésus
Cet article possède un paronyme, voir Carmélites du Sacré-Cœur (homonyme).
Les carmélites du Divin Cœur de Jésus (en latin : Carmelitae Divini Cordis Jesu) sont une congrégation religieuse féminine enseignante et hospitalière de droit pontifical.

## Histoire
La congrégation est fondée à Berlin le 2 juillet 1891 par Marie-Thérèse de Saint Joseph (1855 - 1938) pour l'assistance aux orphelins. En 1904, ayant ouvert une succursale à Rocca di Papa, les sœurs sont approuvés pour la première fois par le cardinal Francesco Satolli, évêque suburbicaire de Frascati.
L'institut est affilié à l'ordre des Carmes Déchaux le 25 octobre 1904 et reçoit le décret de louange le 9 mai 1910, la congrégation est finalement approuvée par le Saint-Siège le 12 mai 1930.

## Activités et diffusion
Les Carmélites du Cœur Divin se dédient à l'adoration eucharistique en esprit de réparation, à l'éducation des jeunes et aux soins des personnes âgées.
- Europe : Allemagne, Autriche, Croatie, Hongrie, Islande, Italie, Pays-Bas, Russie.
- Amérique :  Brésil, Canada, États-Unis, Nicaragua, Venezuela.
- Afrique :  Cameroun, Nigeria.

La maison généralice est à Sittard.
En 2017, l'institut comptait 381 religieuses dans 48 maisons.

### Articles liés
- Ordre des Carmes déchaux
- Marie-Thérèse de Saint Joseph